# Thermalbadanlage (Bagnères-de-Luchon)

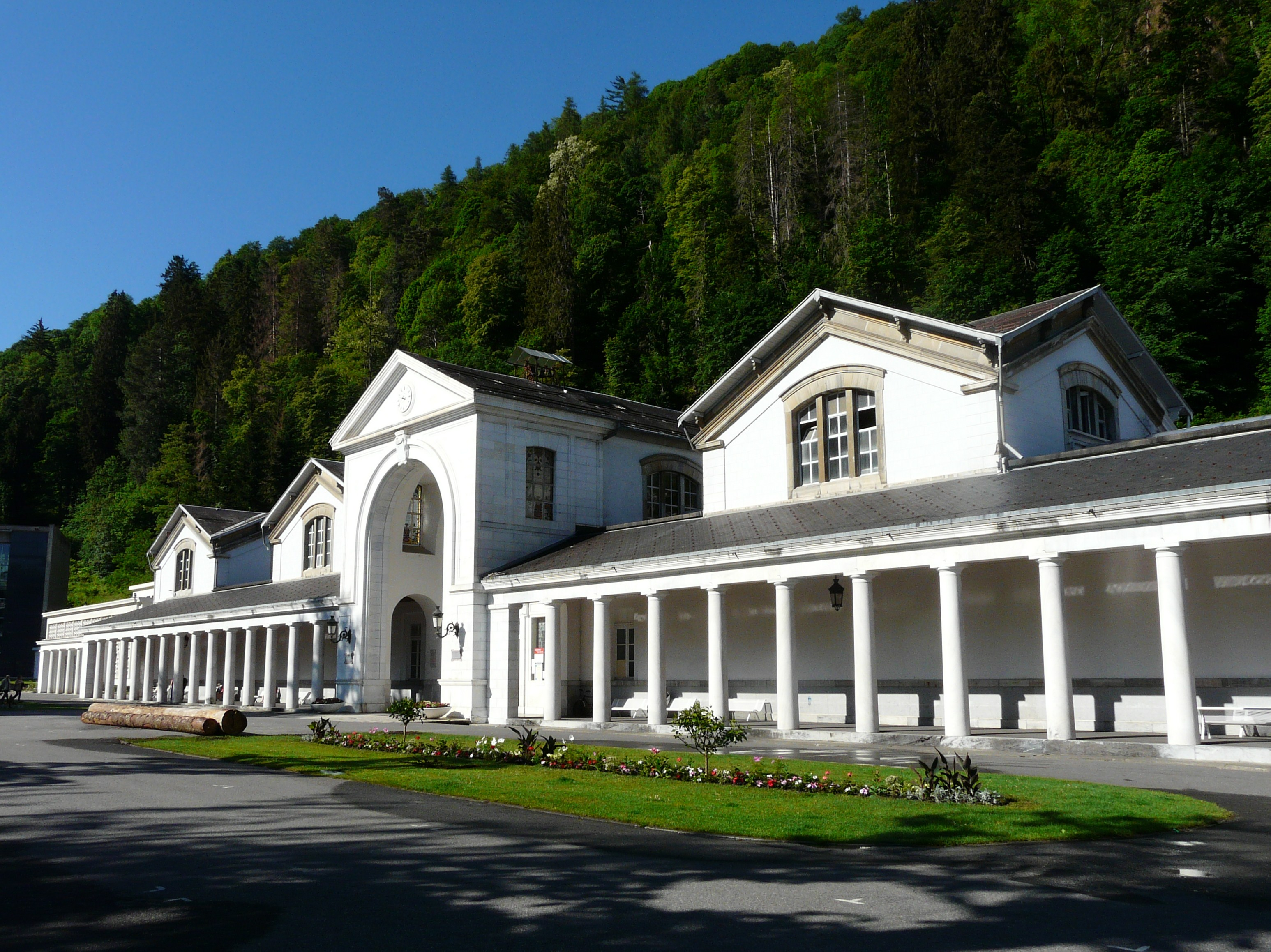
Thermalbadanlage in Bagnères-de-Luchon

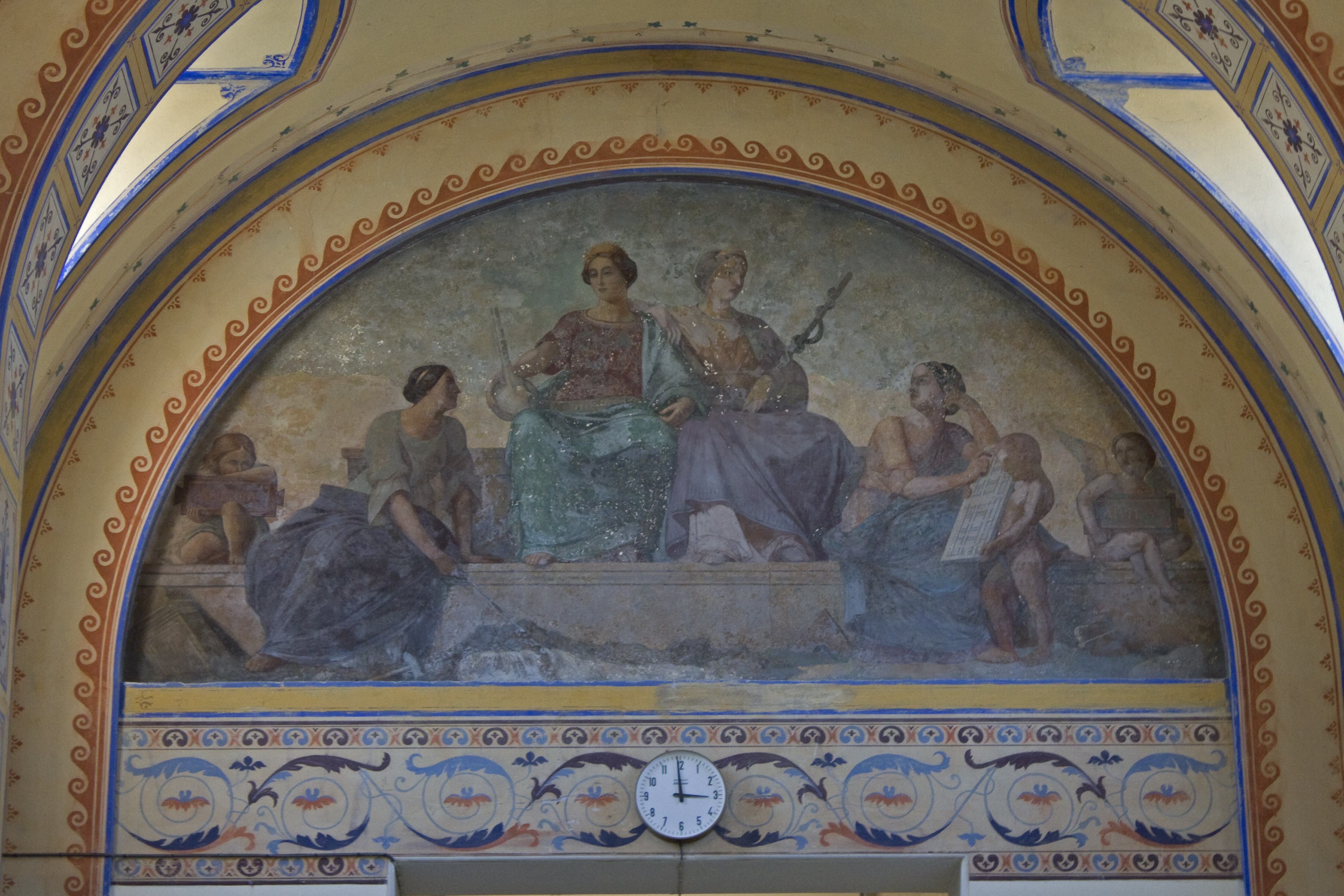
Fresko

Die Thermalbadanlage (auch als Thermes Chambert bezeichnet) in Bagnères-de-Luchon, einer französischen Gemeinde im Département Haute-Garonne der Region Okzitanien, wurde von 1848 bis 1852 errichtet. Im Jahr 1977 wurde die Thermalbadanlage am Cours des Quinconces als Monument historique klassifiziert.
Bereits die Römer kannten und nutzten die Thermalquellen. Diese waren lange Zeit vergessen und wurden im 17. Jahrhundert wiederentdeckt. Die erste Badeanlage entstand 1759.
Der heutige Bau wurde nach Plänen des Architekten Edmond Chambert errichtet. Die Anlage besteht aus fünf Pavillons, die Hauptfassade bildet ein Arkadengang mit 28 Säulen aus weißem Marmor. Das rundbogige Portal ist zwei Geschosse hoch, dahinter schließt sich das großzügige Vestibül an. Von hier aus erreicht man auch den großen Saal, der von 1854 bis 1858 mit Fresken von den Malern Romain Caze und B. Bernard ausgestattet wurde.